# Clock

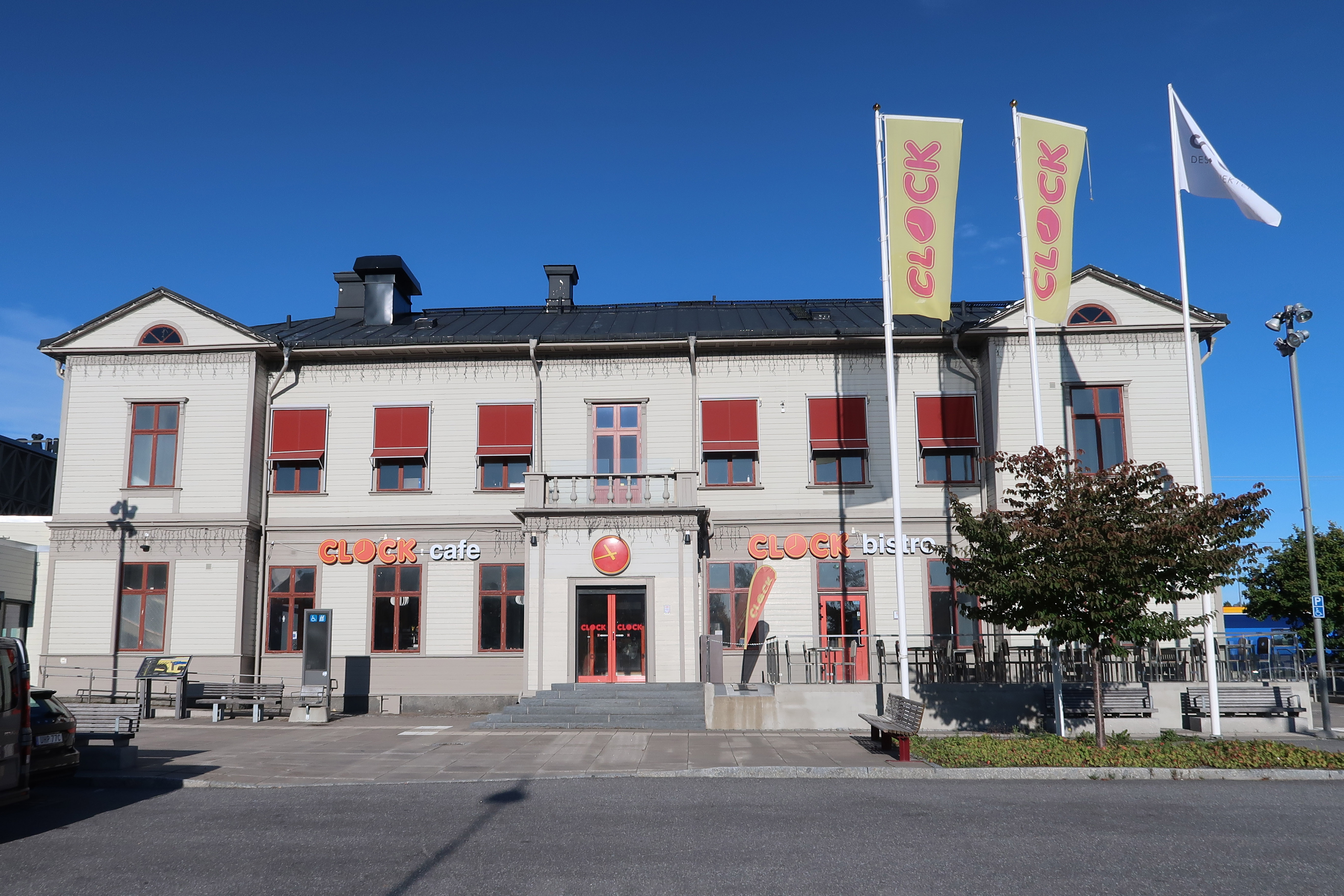
Заклад Clock на залізничній станції Härnösand, 2020 рік

Clock — шведська мережа фастфуду, заснована державною компанією SARA (Sveriges Allmänna Restaurangaktiebolag), яка пізніше також придбала шведське відділення американської компанії Carrols. Мережа працювала з 1976 по 1999 рік, але з часом почала страждати від жорсткої конкуренції з боку інших видів фаст-фуду, таких як кебаб, фалафель, сендвічі тощо.
Як і Керролс, Клок використовував концепцію Макдональдса з назвами для гамбургерів, такими як «Big Clock» (як «Big Mac»). Використовуючи величезний годинник як свій логотип, мережа ресторанів стала дуже успішною та поширеною протягом 1970-х і 1980-х років, навіть розширившись до Китаю, але в 1990-х роках зіткнулася з економічними проблемами та почала закривати або продавати заклади. У 1996 році Clock фактично продав McDonald's шість закладів (чотири в Стокгольмі та два в Гетеборзі). Того ж року, в рамках нової бізнес-стратегії, компанія придбала готельно-ресторанну компанію Provobis, основним власником якої був той самий Рольф Лундстрем, який таким чином консолідував свої активи. Компанія також намагалася зменшити власну частку в ресторанах та збільшити кількість франчайзингових ресторанів, але до 1998 року залишилося лише 14 ресторанів Clock, шість з яких було продано того ж року, а решта вісім — на початку 1999 року. Компанія отримала назву Provobis, а в 2000 році була придбана великою корпорацією Scandic Hotels.
У цей період McDonald's продовжував розширюватися у Швеції (як і інші американські мережі Burger King та Pizza Hut), але в інтерв'ю 1996 року генеральний директор Clock пояснив проблеми своєї компанії зі зростаючою конкуренцією з боку інших видів швидкого харчування, таких як кебаб та сендвічі.
Назва Clock та логотип Clock є зареєстрованою торговою маркою шведської компанії F&S з 2007 року.